# 11264 Claudiomaccone
11264 Claudiomaccone è un asteroide della fascia principale. Scoperto nel 1979, presenta un'orbita caratterizzata da un semiasse maggiore pari a 2,5787393 UA e da un'eccentricità di 0,2331612, inclinata di 3,52303° rispetto all'eclittica.
L'asteroide era stato inizialmente battezzato 11264 Claudimaccone per poi essere corretto nella denominazione attuale.
L'asteroide è dedicato al ricercatore italiano Claudio Maccone.